# L.A.Sagaram
L.A.Sagaram es una ciudad censal situada en el distrito de Sri Potti Sriramulu Nellore en el estado de Andhra Pradesh (India). Su población es de 19904 habitantes (2011). Se encuentra a 64 km de Nellore y a 113 km de Chennai. 

## Demografía
Según el censo de 2011 la población de L.A.Sagaram era de 19904 habitantes, de los cuales 10294 eran hombres y 9610 eran mujeres. L.A.Sagaram tiene una tasa media de alfabetización del 80,35%, superior a la media estatal del 67,02%: la alfabetización masculina es del 86,68%, y la alfabetización femenina del 73,59%.